# Macropharyngodon moyeri
Macropharyngodon moyeri är en fiskart som beskrevs av Shepard och Meyer, 1978. Macropharyngodon moyeri ingår i släktet Macropharyngodon och familjen läppfiskar. IUCN kategoriserar arten globalt som livskraftig. Inga underarter finns listade i Catalogue of Life.